# Vlčany
Vlčany és un poble i municipi d'Eslovàquia que es troba a la regió de Nitra, al sud-oest del país. El 2022 tenia una població estimada de 3.175 habitants. És documentat per primera vegada el 1113.

## Demografia
| Godina             | 1994 | 2004   | 2014   | 2024   |
| ------------------ | ---- | ------ | ------ | ------ |
| Nombre de persones | 3384 | 3443   | 3286   | 3131   |
| Diferència         |      | +1,74% | −4,55% | −4,71% |

| Godina             | 2023 | 2024   |
| ------------------ | ---- | ------ |
| Nombre de persones | 3139 | 3131   |
| Diferència         |      | −0,25% |

## Viles agermanades
- Nagybánhegyes, Hongria
- Polgárdi, Hongria
- Neuhofen an der Ybbs, Alemanya
- Pâncota, Romania